# Hans Anschütz
Hans Anschütz (* 5. August 1901 in Heidelberg; † 3. April 1980) war ein deutscher Jurist, Stadtrat der Stadt Heidelberg und Präsident der Landgerichte Heidelberg und Mannheim, sowie Präsident des Staatsgerichtshofes Baden-Württemberg.

## Leben
Anschütz war ein Sohn von Gerhard Anschütz, Professor für Öffentliches Recht an der Universität Heidelberg. Nach dem Zweiten Weltkrieg wurde Anschütz 1946, als Vertreter der CDU, Mitglied der Vorläufigen Volksvertretung für Württemberg-Baden und im Anschluss Mitglied der Verfassunggebenden Landesversammlung Württemberg-Baden. Er wurde im Jahr 1948 Landgerichtspräsident in Heidelberg und 1958 Landgerichtspräsident in Mannheim. 1955 wurde er vom Landtag von Baden-Württemberg zum Richter am Staatsgerichtshof für das Land Baden-Württemberg gewählt. 1958 wurde er zum Ständigen Stellvertreter des Präsidenten und 1964 als Nachfolger Hans Neidhards zum Präsidenten des Staatsgerichtshofs gewählt. Er amtierte bis 1970. Er war von 1951 bis 1968 für die FDP Mitglied des Gemeinderats Heidelberg und ab 1953 deren Fraktionsvorsitzender.

## Privates
1932 heiratete Anschütz Liselotte Köster, (verwitwet 1928, geb. Fraenkel; eine Tochter von Albert Fraenkel). Er ist im Familiengrab Anschütz neben seinem Vater und seiner Frau Lieselotte auf dem Heidelberger Bergfriedhof beerdigt.

## Schriften
- Die Rolle der Universität bei der Errichtung des Landgerichts Heidelberg, in: Ruperto Carola 6. Jg. Nr. 17, Juni 1955, S. 62–65